# Cantó d'Aillant-sur-Tholon
El cantó d'Aillant-sur-Tholon és un cantó francès del departament del Yonne, situat al districte d'Auxerre. Té 20 municipis i el cap és Aillant-sur-Tholon.

## Municipis
- Aillant-sur-Tholon
- Branches
- Champvallon
- Chassy
- Fleury-la-Vallée
- Guerchy
- Laduz
- Les Ormes
- Merry-la-Vallée
- Neuilly
- Poilly-sur-Tholon
- Saint-Aubin-Château-Neuf
- Saint-Martin-sur-Ocre
- Saint-Maurice-le-Vieil
- Saint-Maurice-Thizouaille
- Senan
- Sommecaise
- Villemer
- Villiers-sur-Tholon
- Volgré

## Història
| Data d'elecció                           | Identitat        | Partit                                       | Qualitat |
| ---------------------------------------- | ---------------- | -------------------------------------------- | -------- |
| 1945-1951                                | Mme. Bouchard    | Moviment Unificat de la Resistència Francesa |          |
| 1951-1958                                | M. Houchot       | Divers droite                                |          |
| 1958-1964                                | Marcel Brault    | Divers droite                                |          |
| 1964-1994                                | Raymond Pourrain | RI, després divers droite                    |          |
| 1994-2008                                | Andrée Gollot    | RPR, després Divers droite                   |          |
| 2008-                                    | William Lemaire  | UMP                                          |          |
| les dades anteriors no són pas conegudes |                  |                                              |          |
|                                          |                  |                                              |          |

## Demografia
| A partir de 1990: Població sense dobles comptes |